# Andrey Solomatin
Andrey Yuryevich Solomatin - em russo, Андрей Юрьевич Соломатин (Moscou, 9 de setembro de 1975) - é um ex-futebolista russo.

## Carreira

### 1992-2003: onze anos atuando na terra natal
Solomatin iniciou a sua carreira muito jovem, em 1992, no então poderoso Torpedo Moscou. Sem espaços na equipe da capital, foi contratado pelo TRASKO, também de Moscou. Jogou também no Lokomotiv Moscou e no CSKA Moscou. Ambas as passagens foram bem-sucedidas.

### Declínio
Depois que saiu do CSKA, em fins de 2003, Solomatin viu sua carreira desabar ao assinar contrato com o fraco Kuban Krasnodar, e não durou muito na equipe amarela e verde: apenas oito jogos disputados no primeiro semestre de 2004. Foi jogar na Coreia do Sul, mas sua passagem pelo Seongnam Ilhwa foi ainda mais desastrosa: somente duas partidas.
O meia tentou se reerguer no Obolon Kiev da vizinha Ucrânia, mas esta passagem não rendeu bons frutos. Foi para o Krylya Sovetov, e também não agradou.
Tentou se reerguer em 2006, atuando por Spartak Nizhny Novgorod e Anzhi Makhachkala (dezesseis jogos no time da ex-capital imperial, doze pela equipe do Daguestão).
Aborrecido com o declínio de sua carreira, Solomatin decidiu retornar ao Torpedo, onde iniciara a mesma, em 2007. Entretanto, teve apenas cinco oportunidades de atuar pela equipe. Andrey decidiu pular fora do Torpedo em 2008. Sem perspectivas de encontrar um novo clube, ele anunciou o encerramento de suas atividades como jogador.

## Seleção
Solomatin estreou na Seleção Russa em 1998, quando o time não se classificara para a Copa daquele ano. Foi convocado para a Copa do Mundo de 2002, sendo um dos poucos que se salvaram na vexatória campanha russa no torneio, tendo disputado os três jogos. Era figura quase certa na Euro 2004, mas Solomatin preferiu abandonar a carreira internacional de forma repentina.
Ao todo, Andrey disputou 13 jogos pela Rússia, marcando um gol, contra a Bielorrússia.